# Breum
|  | Mente du Morten Breum? |
Breum er en by på halvøen Salling med 796 indbyggere  (2024), beliggende 8 km sydvest for Sundsøre, 9 km sydøst for Roslev, 18 km sydøst for Glyngøre og 15 km nord for Skive. Byen hører til Skive Kommune og ligger i Region Midtjylland.
Breum hører til Grinderslev Sogn. Den domkirkelignende Grinderslev Kirke, der er den eneste bevarede rest af Grinderslev Kloster, ligger ½ km nord for bygrænsen.

## Faciliteter
- Breum skole har 253 elever, fordelt på 0.-9. klassetrin.
- Breum Børnehave har 50 børn, opdelt i 2 stuer, og 10 ansatte. Institutionen har 400 m² inde og 1200 m² ude.
- Kulturcenter Østsalling er byens forsamlingshus og har 3 sale til hhv. 60, 120 og 200 personer.
- Kulturcentret har også gymnastiksal og fitnesscenter, som udlejes til Østsallings Idrætsforening (ØIF).
- Breum Landevejskro har haft samme ejere siden 1988 og er åben torsdag-søndag samt for selskaber, møder og mad ud af huset.[2]
- Breumgaard Plejecenter har 22 boliger, som er ombygget og renoveret i 2006. Centret har ca. 30 ansatte.[3]
- Byen har Dagli'Brugs, pizzeria og idrætshallen Sundsøre Hallen.

## Historie
I 1901 blev Breum beskrevet således: "Breum, ved Skivevejen, med Præstegd. og Fattiggaard (opf. 1868, Plads for 50 Lemmer);" Det lave målebordsblad fra 1900-tallet viser desuden mejeri, bryggeri og jordemoderhus.

### Nørre Salling Jernbane
I 1910 kom der jernbane fra Aalborg til Hvalpsund, hvorfra der var færge til Sundsøre. Det gav stødet til et jernbaneprojekt, som ville have gjort Breum til stationsby. Nørre Salling Jernbane skulle gå fra Jebjerg på Sallingbanen via Breum og Sundsøre til Fur-færgen i Branden. Projektet kom med i den store Jernbanelov af 20. marts 1918, men jernbanekommissionen fra 1923, som skulle vurdere lovens projekter, frarådede at anlægge denne bane. Så det blev kun til, at man i 1927 etablerede en jernbanefærgerute Hvalpsund-Sundsøre og en godsstation i Sundsøre.

### Kommunen
Grønning Sogn var i 1800-tallet anneks til Grinderslev Sogn og havde altså ikke egen præst, men blev betjent af præsten i Breum. Grinderslev-Grønning pastorat blev grundlaget for Grinderslev-Grønning sognekommune. Den fungerede frem til kommunalreformen i 1970.
I 1970-2006 var Breum kommunesæde for Sundsøre Kommune. Administrationsbygningen er bevaret på Skolevej 5 og ombygget til boliger.

## Kendte personer
- Kasper Søndergaard (1981-), håndboldspiller.